# Анна Жаганьская (XV век)
Анна Жаганьская (пол.  Anna żagańska, чеш. Anna Zaháňská; 1390/1397 — 1426/30 июля 1433) — принцесса из Глогувско-Жаганьской линии династии Силезских Пястов, жена князя Освенцимского Казимира I (ок. 1396 — 1433/1434).

## Биография
Анна была единственной дочерью князя Глогувского и Жаганьского Генриха VIII Врубеля и его жены Катарины Опольской. 
Около 1417 года она стала женой князя освенцимского Казимира I. Этот брак Казимир заключил для обеспечения поддержки братьев Анны в споре с дядей Болеславом I, князем цешинским, о глоговских владениях его деда Пшемыслава I Носака.
Отсутствие исторических материалов не позволяет узнать подробности жизни Анны. Также неизвестно, где она была похоронена. Можно только предположить, что, как жена правящего князя освенцимского, она была похоронена в доминиканском монастыре города Освенцима (ныне костёл Богоматери Помощи Верующим), где несколько лет спустя был похоронен ее муж Казимир.

## Семья
От брака с князем Казимиром I Освенцимским (ок. 1396 — 1433/1434) у Анны Жаганьской было трое сыновей:
- Вацлав I (1415/1418-1465), князь освенцимский и заторский

- Пшемыслав (ок. 1420—1484), князь освенцимский и тошецкий

- Ян IV (1426/1433-1496), князь освенцимский и гливицкий